# Sembé
Sembé es una localidad de la República del Congo, constituida administrativamente como un distrito del departamento de Sangha en el norte del país.
En 2011, el distrito tenía una población de 9550 habitantes, de los cuales 4676 eran hombres y 4874 eran mujeres.
La localidad se ubica en el centro-oeste del departamento, cerca del límite noroccidental del parque nacional Odzala, en el cruce de las carreteras P42 y P43. La carretera P42 recorre todo el oeste del departamento hasta terminar en la carretera RN2 en los alrededores de la capital departamental Ouésso, que se ubica a unos 150 km de Sembé. La carretera P43, que sale al norte de Sembé, lleva a Berbérati pasando por el sureste de Camerún.